# 윤성인
윤성인(尹成仁)는 조선 중기의 문신이다. 본관은 파평(坡平)이다.

## 생애
생몰년은 미상이다. 성종 13년(1482년) 선공감역관(繕工監役官)으로 재직 중 기생과 관계를 맺었는데, 또 그 기생의 어미와 관계를 맺었다. 아무리 천한 창기(娼妓)이지만 패륜을 저질렀다하여 대사헌 어세겸으로부터 탄핵당하였다. 성종이 공신의 후손이자 외척의 일원인 이유로 죄를 사하였으나, 대사헌 어세겸과 동지중추부사 이극기의 항의에 결국 파직하였다. 2년뒤 성종 15년(1484년) 왕명으로 서용되었으며, 성종 17년(1486년) 공신의 적장손(嫡長孫)으로 가자되었다. 그러나 재능이 없고 성품이 망령된 탓에 고관직을 지내지는 못했다. 연산군 2년(1496년)에는 공신의 적장손이나 고관직을 지내지 못했다하여 결원이 나는대로 임명하라는 교지가 내려졌다. 이후 의주부윤을 역임했다.

## 가족
- 고조(高祖)
  - 문하평리 영평부원군 증좌정승(門下評理 鈴平府院君 贈左政丞) 윤승순(尹承順)
- 증조(曾祖)
  - 이조판서 파평군(吏曹判書 坡平君) 윤곤(尹坤)
- 조부(祖父)
  - 공신도감부사(功臣都監副使) 윤희이(尹希夷)
- 선고(先考)
  - 부사(府使) 윤리(尹利)
- 자녀(子女)
  - 대호군(大護軍) 윤영(尹榮)

## 참고 문헌
- 조선왕조실록(朝鮮王朝實錄), 파평윤씨세보(坡平尹氏世譜).